# Governatorato d'Azov
Il Governatorato d'Azov (in russo Азовская губерния?, Azovskaja gubernija) era una divisione amministrativa (gubernija) dell'Impero russo, esistita dal 1775 al 1783. La sede amministrativa del governo d'Azov era nella fortezza di Belëv e in seguito spostata a Ekaterinoslav.

## Geografia e storia
Il Governatorato d'Azov era situato nella regione del litorale nord-orientale d'Azov e copriva solo la metà meridionale del Governatorato d'Azov precedentemente esistente nel 1708-1725. La nuova divisione fu creata dalla provincia meridionale di Bachmut del Governatorato di Voronež e dalla regione di frontiera autogovernata della Slavo-Serbia, ma principalmente si basava sulle terre dell'armata del Don di recente creazione e rapidamente liquidate. Alcune delle terre del Governatorato d'Azov erano state acquisite dalla Russia dall'Impero ottomano in base ai termini del Trattato di Küçük Kaynarca (firmato nel 1774) che furono perse nel 1711 a causa della campagna del fiume Prut nella regione rumena. In termini dell'odierna divisione amministrativa della Russia, la parte meridionale dell'Oblast' di Rostov faceva parte del secondo Governatorato d'Azov. In termini dell'odierna Ucraina, la maggior parte dell'Ucraina orientale faceva parte del Governatorato d'Azov.
A ovest confinava a sud con il Governatorato della Nuova Russia (Kremenčuk) creato dal Sič di Zaporižžja recentemente sciolto, a nord-ovest con il Mar d'Azov e la regione del Kuban' (sotto la sovranità del Khanato di Crimea), a nord con il Governatorato di Sloboda Ucraina (Charkiv) e a est con il Governatorato di Voronež e il Governatorato di Astrachan'. Il Governatorato d'Azov era anche responsabile di una serie di fortezze intorno alla penisola di Crimea, che la Russia ricevette dall'Impero ottomano, e nella città di Kerč' poste al controllo dello Stretto di Kerč' e all'accesso al Mar Nero.

### Territori inclusi

#### 1775
- Terre: provincia di Bachmut (inclusa la Slavo-Serbia) e porzioni dell'oblast' dell'armata del Don
- Fortezze: San Demetrio (oggi parte di Rostov sul Don), Yeni-Kale, Tor (Slov"jans'k con le terre adiacenti) e Kinburn (compresa la steppa di Očakiv, ex Prohnojivs'ka palanka)
- Città: Taganrog e Kerč'
- Nuova linea del Dnepr (linea di fortificazione)

#### 1776
- Provincia di Yekaterinoslav dal Governatorato della Nuova Russia
- L'amministrazione autonoma in Slavo-Serbia fu interrotta

A partire dal 1780 circa, il Governatorato d'Azov fu diviso in distretti ( uezd). Il governatorato fu diviso in due province, Ekaterinoslav e Bachmut, che a loro volta erano divise in un totale di nove uezd.
In meno di dieci anni il governo d'Azov fu nuovamente sciolto dopo essere stato fuso insieme al Governatorato della Nuova Russia nel vicereame di Ekaterinoslav nel 1783.

### Elenco degli uezd
- Uezd di Novomoskov (Ekaterinoslavsky)
- Uezd di Aleksandrov
- Uezd di Pavlograd  (Pavlovsky)
- Uezd di Mariupol'
- Uezd di Konstantinograd
- Uezd di Taganrog
- Uezd di Bachmut
- Uezd di Slovjansk
- Uezd di Caryčan

## Amministrazione
Il governo d'Azov insieme ai governatorati della Nuova Russia, Astrachan' e Saratov si unirono sotto il governo generale della Nuova Russia di Potëmkin:
- 1775-1779 Grigorij Potëmkin

L'amministrazione del governatorato era affidata a un governatore. I governatori del secondo Governatorato 'Azov furono:
- 1775–1781 Vasilij Alekseevič Čertkov;
- 1781-? Georgij Gavrilovič Gersevanov.

## Nazionalità
- Dal censimento imperiale del 1778:[3]

| Nazionalità                                                    | Numero  | (%)   | Maschi  | Femmine |
| -------------------------------------------------------------- | ------- | ----- | ------- | ------- |
| Ucraini                                                        | 136.906 | 61.31 | 75.338  | 61.568  |
| Russi                                                          | 45.812  | 20.51 | 24.236  | 21.576  |
| Greci                                                          | 16.370  | 7.33  | 9.016   | 7.354   |
| Armeni                                                         | 13.702  | 6.14  | 6.952   | 6.750   |
| Rumeni (compresi i moldavi )                                   | 5.623   | 2.52  | 2.957   | 2.666   |
| Serbi                                                          | 1.040   | 0,47  | 592     | 448     |
| Georgiani                                                      | 807     | 0,36  | 660     | 147     |
| Polacchi                                                       | 765     | 0,34  | 517     | 248     |
| Altri                                                          | 745     | 0,33  | 472     | 273     |
| Totale                                                         | 223.314 | 100   | 121.319 | 101.995 |
| In precedenza (prima della creazione del Governatorato d'Azov) | 154.657 | 69.26 | 83.032  | 71.625  |